# Vizovice
Vizovice är en stad i Tjeckien.   Den ligger i distriktet Okres Zlín och regionen Zlín, i den östra delen av landet, 270 km öster om huvudstaden Prag. Vizovice ligger 290 meter över havet och antalet invånare är 4 518.
Terrängen runt Vizovice är kuperad åt sydost, men åt nordväst är den platt. Vizovice ligger nere i en dal.Runt Vizovice är det ganska tätbefolkat, med 70 invånare per kvadratkilometer. Närmaste större samhälle är Zlín, 13,3 km väster om Vizovice. Omgivningarna runt Vizovice är en mosaik av jordbruksmark och naturlig växtlighet.